# Liste der Monuments historiques in Sainte-Geneviève-des-Bois (Essonne)
Die Liste der Monuments historiques in Sainte-Geneviève-des-Bois (Essonne) führt die Monuments historiques in der französischen Gemeinde Sainte-Geneviève-des-Bois auf.

## Liste der Bauwerke
| Bezeichnung                                       | Beschreibung | Standort                        | Kennzeichnung | Schutzstatus | Datum | Bild |
| ------------------------------------------------- | ------------ | ------------------------------- | ------------- | ------------ | ----- | ---- |
| Borne fleurdelysée n° 16                          |              | 186, route de Corbeil (Lage)    | PA00088011    | Inscrit      | 1931  |      |
| Borne fleurdelysée n° 13                          |              | Place Stalingrad (Lage)         | PA00088010    | Inscrit      | 1930  |      |
| Schloss                                           |              | (Lage)                          | PA00088002    | Classé       | 1923  |      |
| Russischer Friedhof von Sainte-Geneviève-des-Bois |              | Rue Léo-Lagrange (Lage)         | PA91000006    | Inscrit      | 2001  |      |
| Demeure de la Cossonnerie oder Maison russe       |              | 1, rue de la Cossonnerie (Lage) | PA91000011    | Inscrit      | 2012  |      |
| Kirche Notre-Dame-de-la-Dormition                 |              | Chemin de Liers (Lage)          | PA00088003    | Inscrit      | 1974  |      |

## Liste der Objekte
- Monuments historiques (Objekte) in Sainte-Geneviève-des-Bois (Essonne) in der Base Palissy des französischen Kultusministeriums